# Kamenný květ
Kamenný květ (chorvatsky Kameni cvijet) je památník věnovaný všem obětem zabitým ustašovci v koncentračním táboře Jasenovac během druhé světové války. Nachází se 95 km jihovýchodně od Záhřebu, na hranici Chorvatska s Bosnou a Hercegovinou. Autorem památníku je architekt Bogdan Bogdanović. Památník byl dokončen a slavnostně otevřen v roce 1966.

## Vznik památníku
Tábor Jasenovac byl pravděpodobně jediným neoznačeným místem v Evropě, kde docházelo k dlouhodobému mučení a vraždění. Jednalo se o největší koncentrační tábor na území bývalé Jugoslávie a jako jugoslávská „Osvětim" je důležitým místem, které vydává svědectví o hrůzách druhé světové války. Na začátku roku 1960 sochař Bogdan Bogdanović vyhrál soutěž na návrh pomníku. Realizován byl v roce 1964. 

## Popis památníku
Bogdan Bogdanović nechtěl, aby památník byl prvoplánovým symbolem hrůzy, která se zde odehrávala. Proto na tomto místě vytvořil květ – symbol života a znovuzrození, který přesně vystihuje jeho přání, aby se národy nikoli přely a vraždily, ale aby zavládlo usmíření a ustalo přenášení nenávisti z generace na generaci.
Květ je silně stylizovaný, jak odpovídá dobové módě, a je vytvořen ze železobetonu. Květ se vypíná k oblakům lehce působícími okvětními plátky, které jakoby popíraly masivnost betonu coby materiálu. 
Památník nepůsobí pouze vizuálně. Když k němu návštěvník během teplých slunečných dnů přijde blíže, dostane se do záměrně přehřátého mikroklima, což vytváří dojem, že návštěvník je uprostřed pekla, které názorně popisuje tábor Jasenovac.

## Galerie

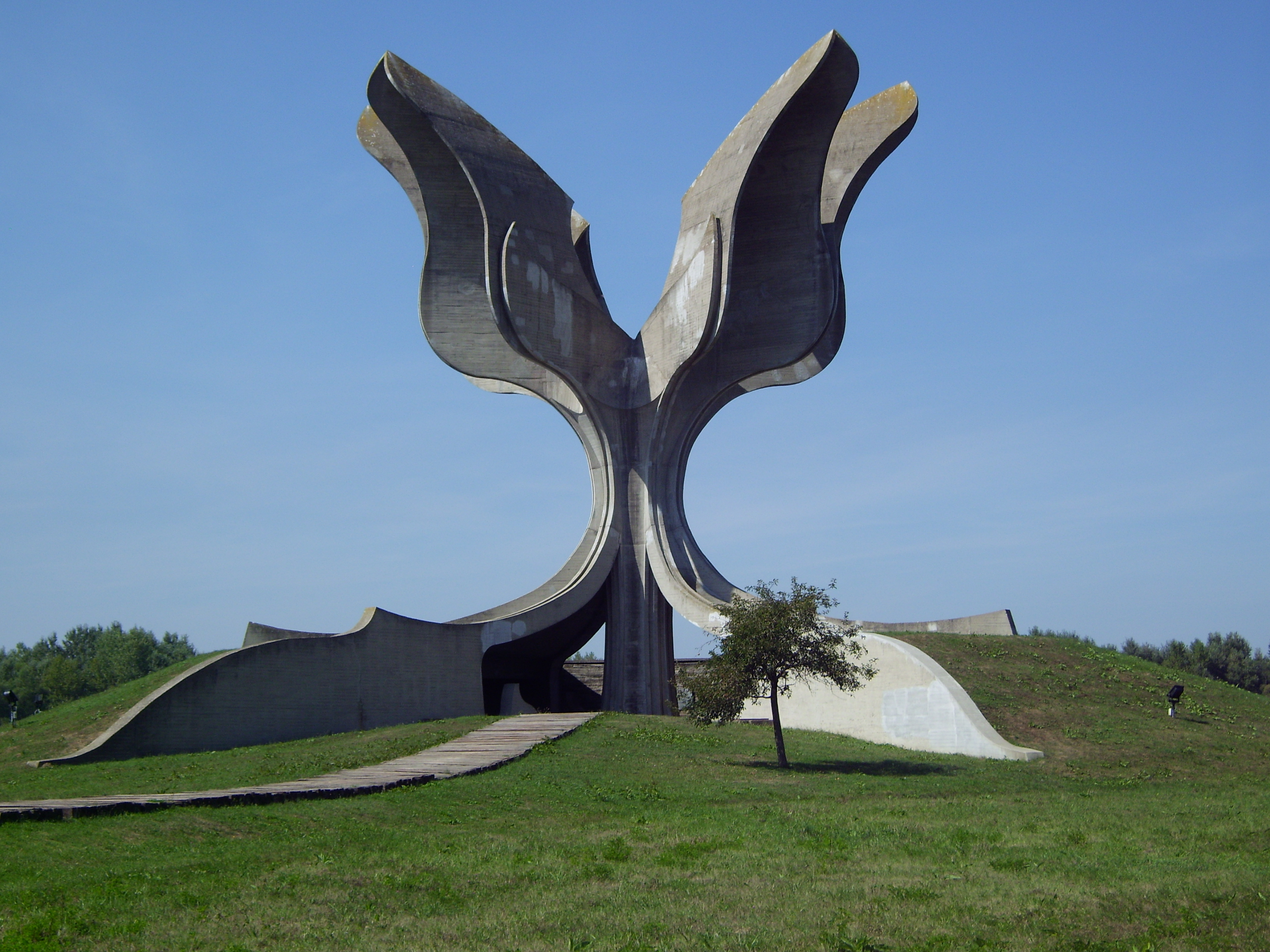
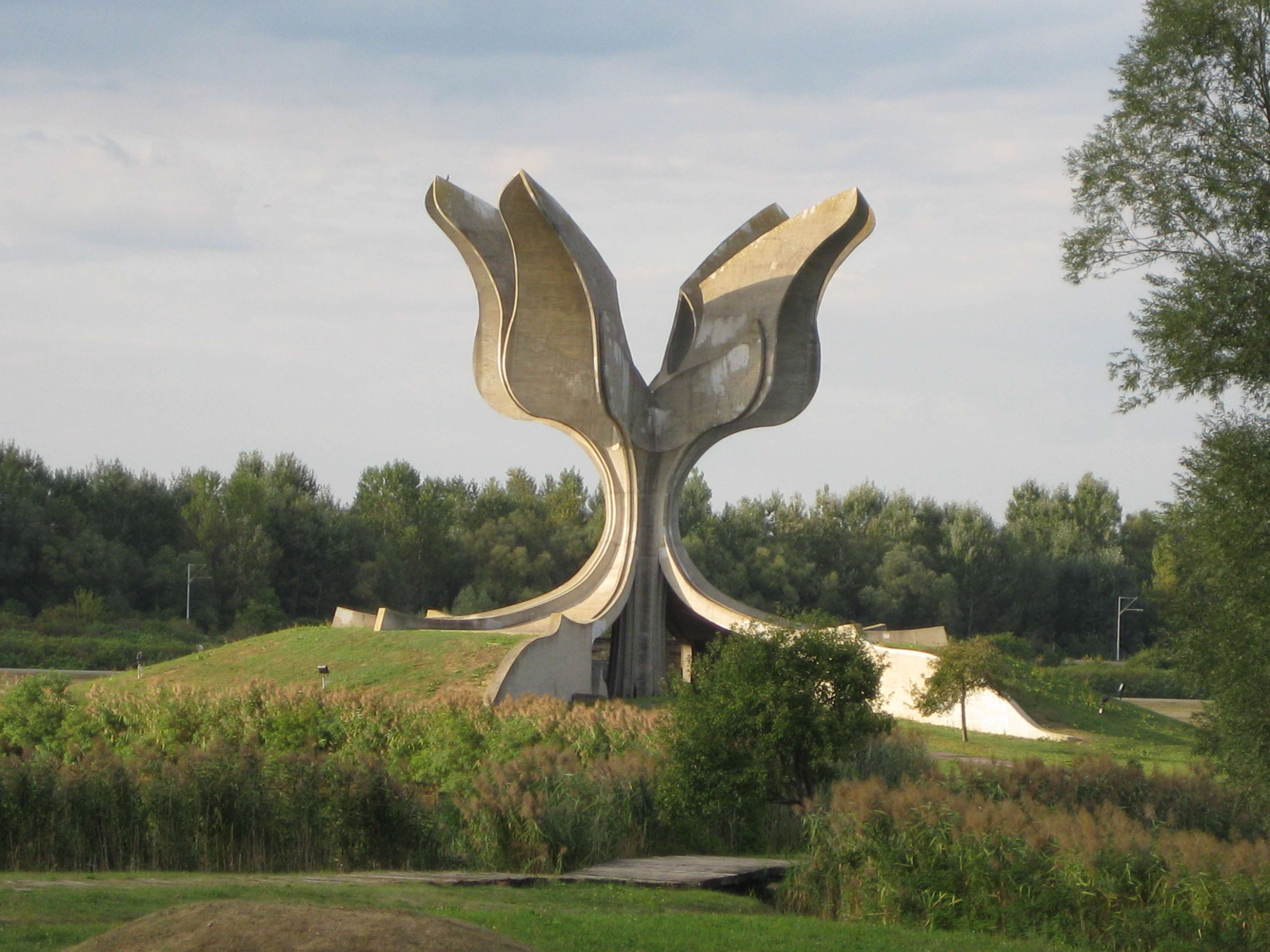
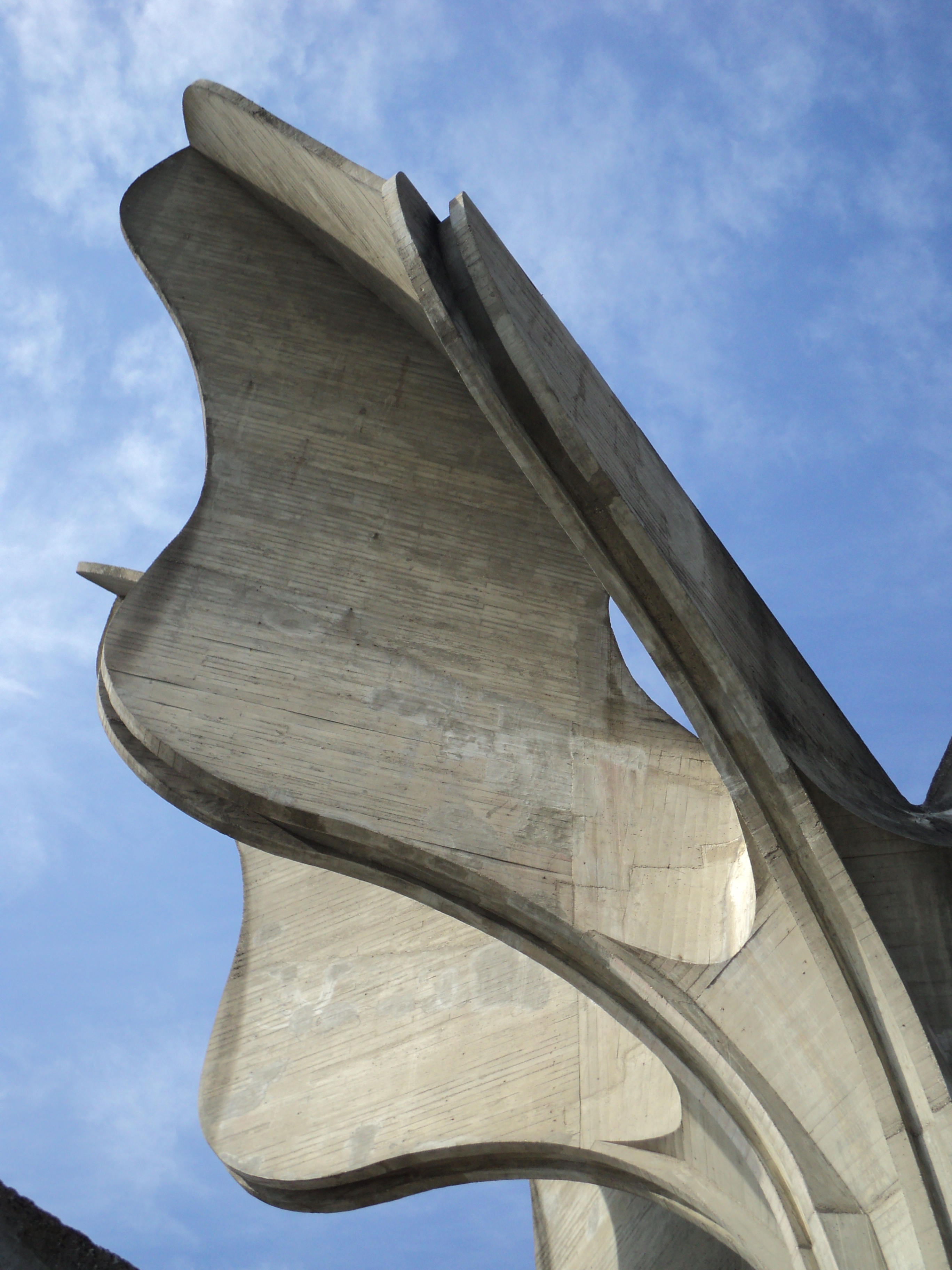
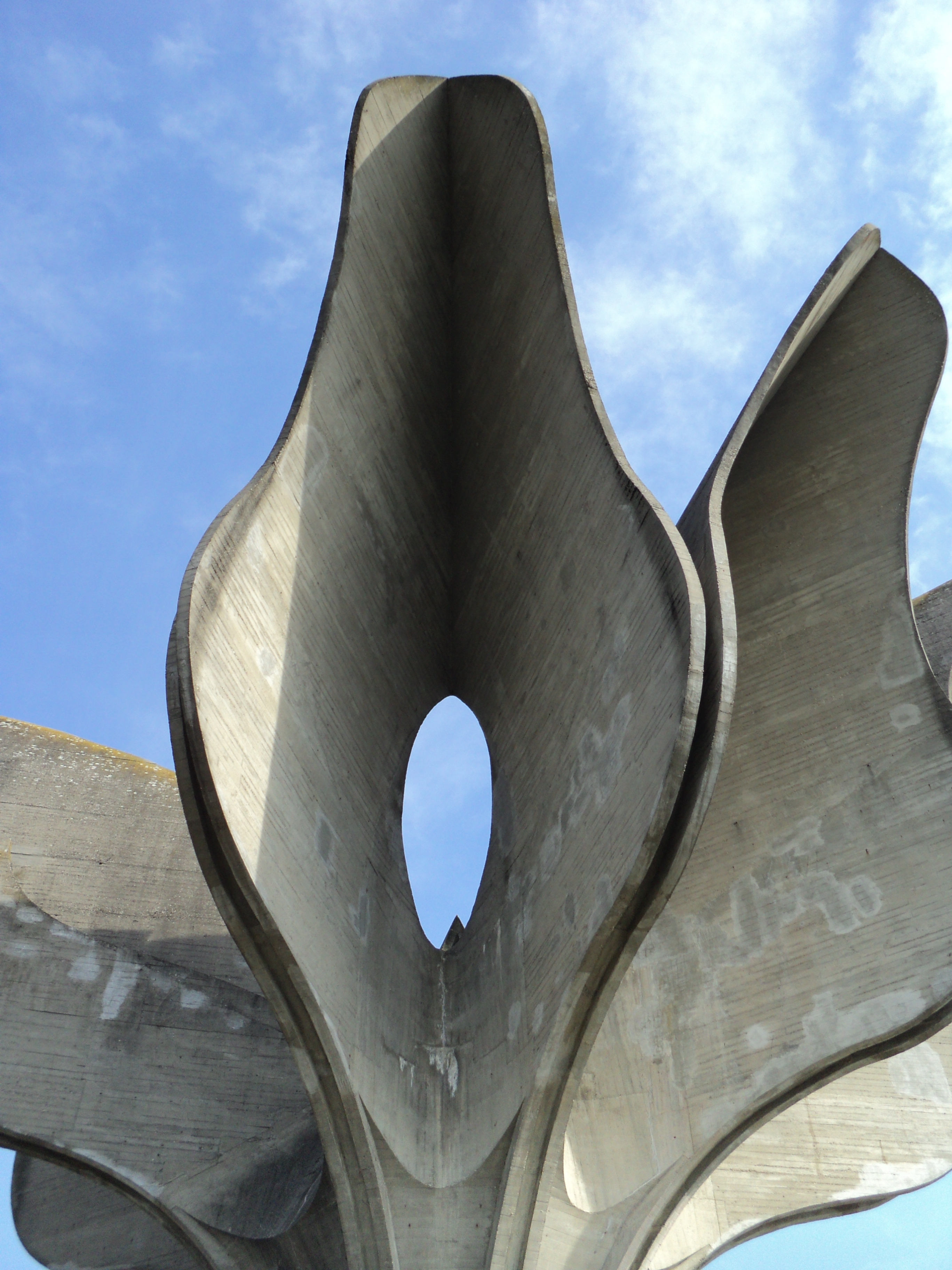
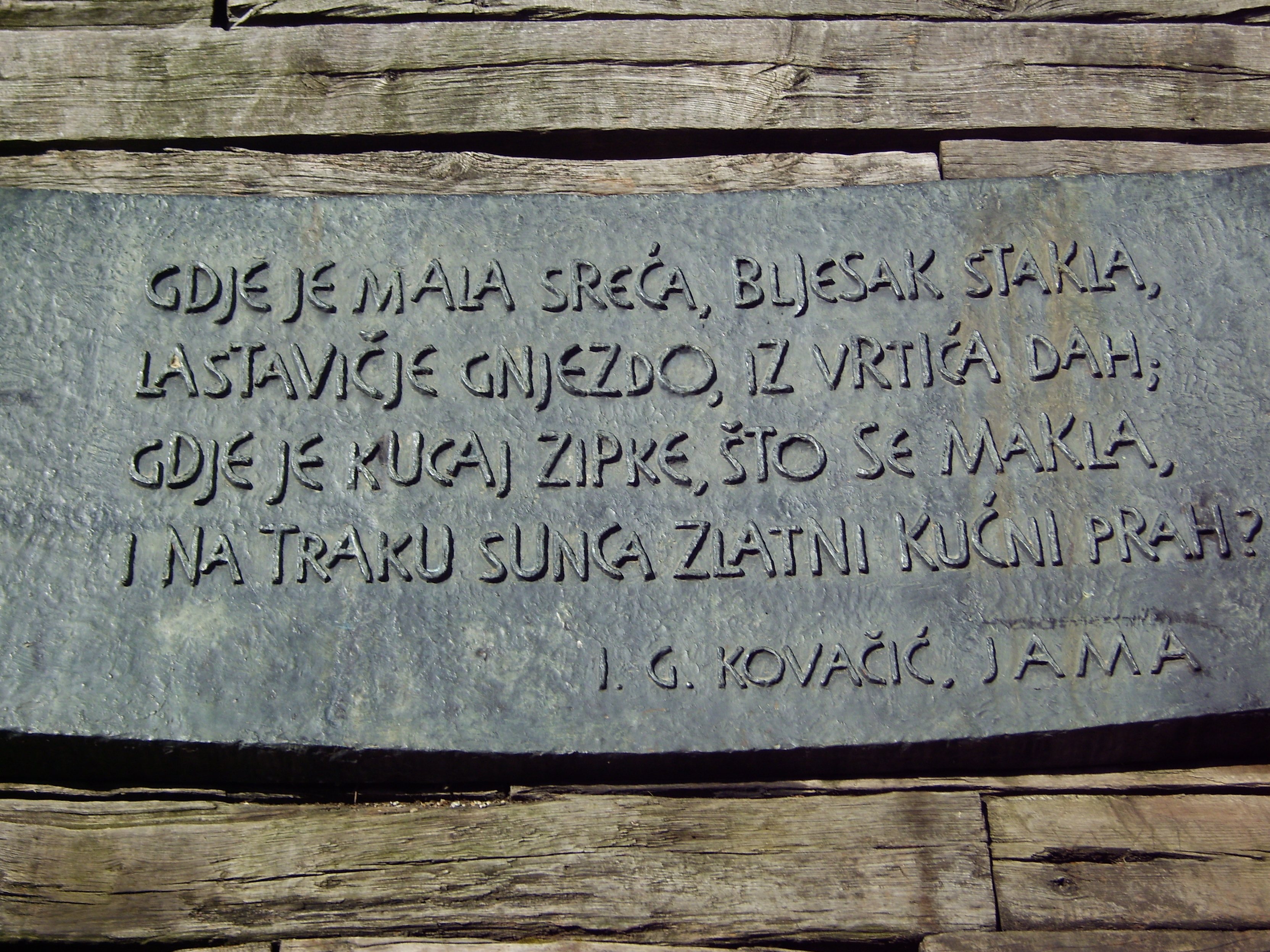